# Ян Войцех Ківерський
Ян Войцех Ківерський (пол. Jan Wojciech Kiwerski; 23 травня 1910, Краків — загинув 18 квітня 1944 на хуторі Добрий Край на Волині) — підполковник, сертифікований сапер польської армії.
У червні 1928 року вступив до Школи інженерних офіцерів у Варшаві.

12 березня 1933 його було призначено поручником в корпус інженерних офіцерів та саперів. У листопаді 1934 року перевели до мостового батальйону на посаду командира взводу. У липні 1937 року вступив до Вищої військової школи. 19 березня 1939 отримав звання капітана. Отримав диплом 18 серпня 1939 р.
20 серпня 1939 року виїхав до Гродно, де став оперативним офіцером штабу 33 стрілецької дивізії (резерву), а потім в оперативній групі «Полісся». Після капітуляції (5 жовтня) генерал Кліберг дозволив тим солдатам, які не хотіли потрапити в полон, покинути поле бою. Ян Ківерський скористався цим дозволом. Він прибув до Варшави у листопаді 1939 року. З грудня цього року або січня 1940 року вступив у т. зв. диверсанти SZP, створені та керовані майором Ф. Непокульчицьким.
У грудні 1943 був призначений начальником штабу Волинського округу. Поїхав на Волинь, щоб зрозуміти там ситуацію. З лютого 1944 прийняв командування над Волинським округом. 18 лютого 1944 — командування 27-ю Волинською піхотною дивізією Армії Крайової.